# 강원특별자치도교육청교육연구원
강원특별자치도교육청교육연구원(江原特別自治道敎育廳敎育硏究院)은 새로운 교육정보의 제공과 교원의 연구활동을 지원하고,지방교육의 발전을 도모하기 위하여 대한민국 강원특별자치도교육청 산하에 설치된 소속기관이다.